# محطة الفضاء الدولية
المحطة الفضائية الدولية (بالإنجليزية: International Space Station اختصاراً (ISS))، هي محطة فضائية معيارية (قمر صناعي قابل للسكن) في مدار أرضي منخفض. وهو مشروع تعاوني متعدد الجنسيات يضم خمس وكالات فضاء مشاركة وهي: ناسا (الولايات المتحدة)، وكالة الفضاء الروسية - روسكوزموس (روسيا)، جاكسا (اليابان)، وكالة الفضاء الأوروبية (أوروبا)، وكالة الفضاء الكندية (كندا). تُحدد ملكية واستخدام المحطة الفضائية بموجب المعاهدات والاتفاقيات الحكومية الدولية.
تعمل المحطة كمختبر لأبحاث بيئة الفضاء والجاذبية الصغرى إذ يتم إجراء البحث العلمي في علم الأحياء الفلكي وعلم الفلك وعلم الأرصاد الجوية والفيزياء ومجالات أخرى. تعد محطة الفضاء الدولية المكان المناسب لاختبار أنظمة المركبات الفضائية والمعدات اللازمة للبعثات المحتملة طويلة الأمد في المستقبل إلى القمر والمريخ.
انبثقت فكرة إنشاء برنامج محطة الفضاء الدولية من مشروعين: الأول لناسا اسمه (Space Station Freedom) وهو اقتراح أمريكي صمم عام 1984 بهدف بناء محطة تتحرك في مدار حول الأرض وتكون مأهولة بشكل دائم، أما المشروع الثاني المعاصر للأول فكان مشروع (مير 2 [الإنجليزية]) السوفيتي-الروسي الذي اقترح عام 1976 بأهداف مماثلة.
محطة الفضاء الدولية هي المحطة الفضائية التاسعة التي تسكنها أطقم فضائية، فقد سبقها عدة محطات صنعت من قبل برامج ساليوت وألماز ومحطة مير السوفيتية (الروسية لاحقًا) ومحطة سكاي لاب الأمريكية. محطة الفضاء الدولية هي أكبر محطة من صنع الإنسان في الفضاء وأكبر قمر صناعي في مدار أرضي منخفض، ويمكن رؤيتها بالعين المجردة بشكل منتظم من سطح الأرض. تحافظ محطة الفضاء الدولية على مدار متوسط ارتفاعه 400 كيلومتر (250 ميل) عن طريق ما يسمى بمناورات الإرتفاع تستخدم فيها المحطة المحركات المثبتة على وحدة الخدمة (زفيزدا [الإنجليزية]). تدور محطة الفضاء الدولية حول الأرض في حوالي 93 دقيقة، لتكمل 15.5 دورة في اليوم.
تنقسم المحطة إلى قسمين: الجزء المداري الروسي [الإنجليزية] (ROS) الذي تديره روسيا، والجزء المداري للولايات المتحدة [الإنجليزية] (USOS) الذي يتم تشغيله من قبل الولايات المتحدة بالإضافة إلى العديد من الدول الأخرى، وافقت وكالة الفضاء الروسية (روسكوزموس) على استمرار تشغيل الجزء المداري الروسي [الإنجليزية] من المحطة حتى عام 2024، بعد أن كانت قد اقترحت سابقًا استخدام عناصر من هذا الجزء لبناء محطة فضائية روسية جديدة تسمى (أوبسيك [الإنجليزية]).
أطلقت أولى أجزاء محطة الفضاء الدولية في عام 1998، ووصلت أول بعثة لرواد فضاء على المدى الطويل إلى المحطة في 2 نوفمبر 2000 أي بعد ثلاثة أيام تقريبا من إطلاقهم من ميناء بايكونور الفضائي في 31 أكتوبر 2000، ومنذ ذلك الحين ظلت محطة الفضاء الدولية مأهولة بالبشر بشكل مستمر لمدة 21 عامًا و 86 يومًا، وهي أطول فترة متواصلة للوجود البشري في مدار أرضي منخفض، متجاوزة بذلك الرقم القياسي السابق البالغ 9 سنوات و 357 يومًا الذي سجلته محطة مير الفضائية الروسية.
أضيفت أحدث وحدة مضغوطة رئيسية (وهي وحدة نايوكا [الإنجليزية]) إلى المحطة في عام 2021، أي بعد ما يزيد قليلاً عن عشر سنوات من إضافة الوحدة الرئيسية السابقة ليوناردو (وحدة فضائية) [الإنجليزية] في عام 2011. يتم بشكل مستمر تطوير وتوسعة المحطة، مع إضافة أول جزء فضائي تجريبي قابل للنفخ في عام 2016، والعديد من العناصر الروسية الجديدة الرئيسية المقرر إطلاقها اعتبارًا من عام 2021.
في يناير 2022، مُدد تصريح تشغيل المحطة حتى عام 2030، وتأمنت السيولة المالية حتى ذلك العام. كانت هناك دعوات لخصخصة عمليات محطة الفضاء الدولية بعد ذلك التاريخ لمتابعة مهمات القمر والمريخ المستقبلية، حيث قال مدير ناسا السابق جيم بريدينستاين: «نظرًا لقيود ميزانيتنا الحالية ، إذا أردنا الذهاب إلى القمر وأردنا الذهاب إلى المريخ ، فإننا بحاجة إلى الاستثمار في المدار الأرضي المنخفض لتوفير السيولة المالية والانتقال إلى الخطوة التالية».
تتكون محطة الفضاء الدولية من وحدات سكنية مضغوطة، دعامات هيكلية، ألواح شمسية ضوئية، مشعات حرارية [الإنجليزية]، منافذ لرسو والتحام السفن الفضائية وأذرع آلية. أطلقت الوحدات الرئيسية لمحطة الفضاء الدولية بواسطة صواريخ بروتون وسايوز الروسية ومكوكات الفضاء الأمريكية. تتم خدمة المحطة من قبل مجموعة متنوعة من المركبات الفضائية الزائرة مثل المركبات الروسية سايوز وبروغريس، وشركة نورثروب جرومان الأمريكية لأنظمة الفضاء (سيغنوس)، وسابقًا مركبة النقل الآلية الأوروبية (ATV)، ومركبة النقل (إتش 2 [الإنجليزية]) الفضائية اليابانية، ومركبة سبيس إكس دراجون الأمريكية. تتميز مركبة دراجون الفضائية بقدرتها على إعادة الحمولة المضغوطة إلى الأرض، والتي تُستخدم على سبيل المثال لإعادة إجراء التجارب العلمية على الأرض لمزيد من التحليل.
حتى أغسطس عام 2021، زار محطة الفضاء الدولية 244 رائد فضاء وسائح فضاء من 19 دولة مختلفة، والكثير منهم قام بزيارات متكررة، وهؤلاء الأشخاص هم: 153 أمريكيًا و50 روسيًا و9 يابانيين و8 كنديين و5 إيطاليين و4 فرنسيين و3 ألمان وبرازيلي واحد وإماراتي واحد (سلطان النيادي) وسعوديان (ريانة برناوي وعلي القرني).

## الاتفاقيات
التقى مسؤولون حكوميون من 15 بلدًا في 29 يناير 1998 في واشنطن، ووقعوا اتفاقات وضعت إطار التعاون بين الشركاء في مجالات تصميم المحطة الفضائية وتطويرها وتشغيلها واستخداماتها. تقوم به 5 وكالات فضاء تمثل 16 دولة، ممثلون عن كل من الولايات المتحدة وروسيا واليابان وكندا والدول الأعضاء في وكالة الفضاء الأوروبية، وهي بلجيكا والدنمارك وفرنسا وألمانيا وإيطاليا وهولندا والنرويج وإسبانيا والسويد وسويسرا وبريطانيا. كما وقع مدير وكالة الطيران والفضاء الأميركية ناسا ثلاث مذكرات تفاهم ثنائية مع نظرائه في وكالات الفضاء الروسية والكندية والأوروبية. وفي وقت لاحق من العام 1998 وقعت ناسا وحكومة اليابان مذكرة تفاهم منفصلة.

## تاريخ
عرض في مارس 1993 مدير عام الوكالة الفضائية الروسية يوري كوبتيف على مدير وكالة «ناسا» الأمريكية دانئيل غولدين عرضا بإنشاء محطة فضائية دولية. أعلن فيكتور تشيرنوميردن رئيس الوزراء الروسي وألبرت غور نائب الرئيس الأمريكي في 2 سبتمبر عام 1993 البدء في تحقيق المشروع الجديد. ومنذ تلك اللحظة أطلقت على المحطة رسميا تسمية «المحطة الفضائية الدولية».
في عام 1996 تم إقرار هيكل المحطة الذي كان من المفترض أن يتكون من مقطعين روسي وأمريكي (بمشاركة كندا واليابان وإيطاليا والدول الأعضاء في الوكالة الفضائية الأوروبية والبرازيل).
بدأ بناء المحطة في 20 نوفمبر 1998 بإطلاق قطاع الحمولات - الوظيفي زاريا وهي الوحدة الفضائية الأولى للمحطة الفضائية الدولية، وفيما بعد التحمت به الحجرة الانفصالية الأمريكية يونيتي (عام 1998) والحجرة الانفصالية الروسية زفيزدا (عام 2000).
في 2 نوفمبر 2000 أوصلت المركبة الفضائية الروسية سويوز تي ام -31 أول طاقم فضائي إلى متن المحطة الفضائية الدولية.
تم تقليص عدد أفراد الأطقم الأمريكية طويلة المدى في المحطة الفضائية الدولية من 3 أفراد إلى 2، وذلك بعد كارثة تحطم المكوك الفضائي الأمريكي كولومبيا التي وقعت في 1 فبراير 2003.

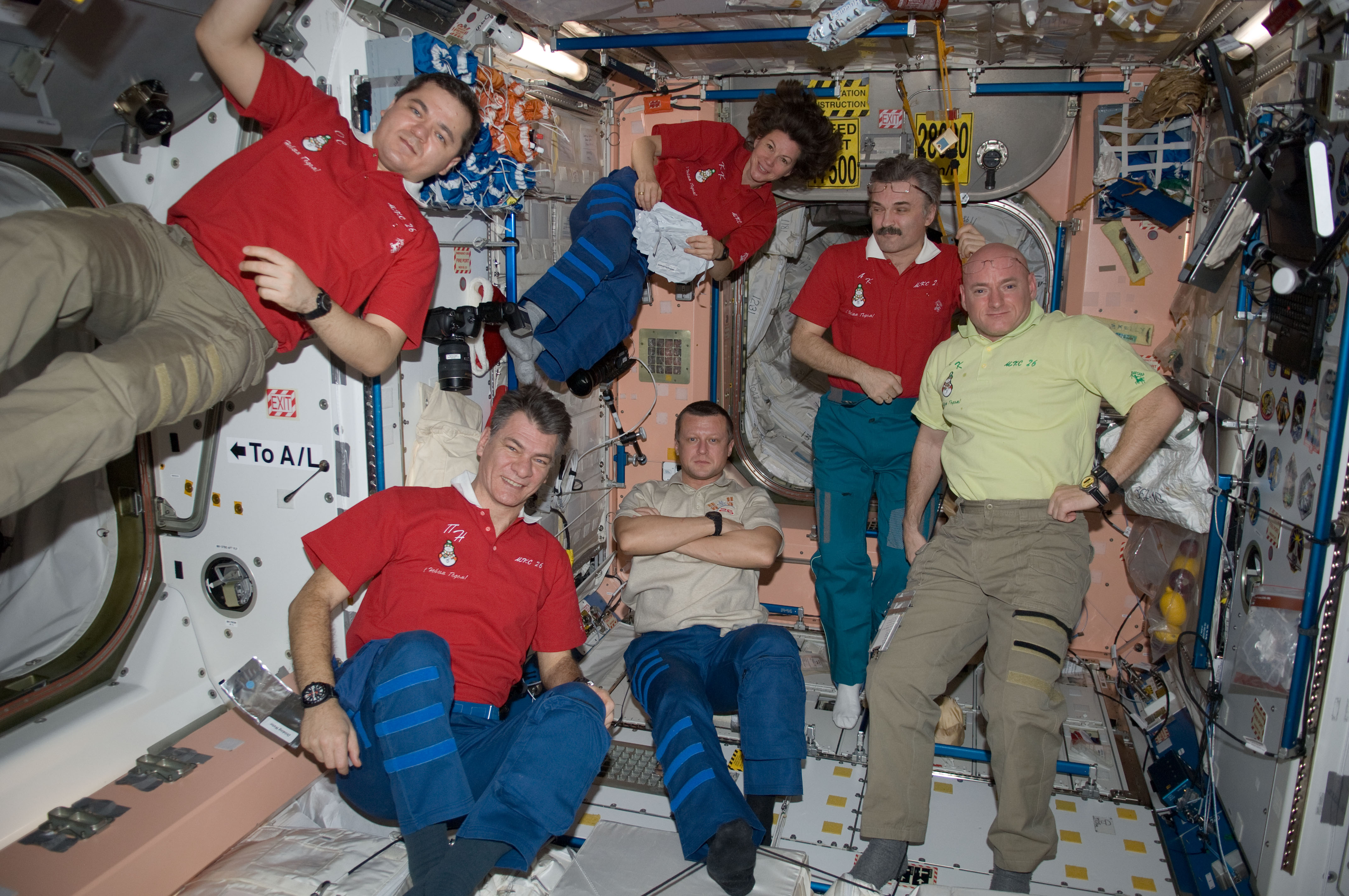
داخل المحطة الفضائية

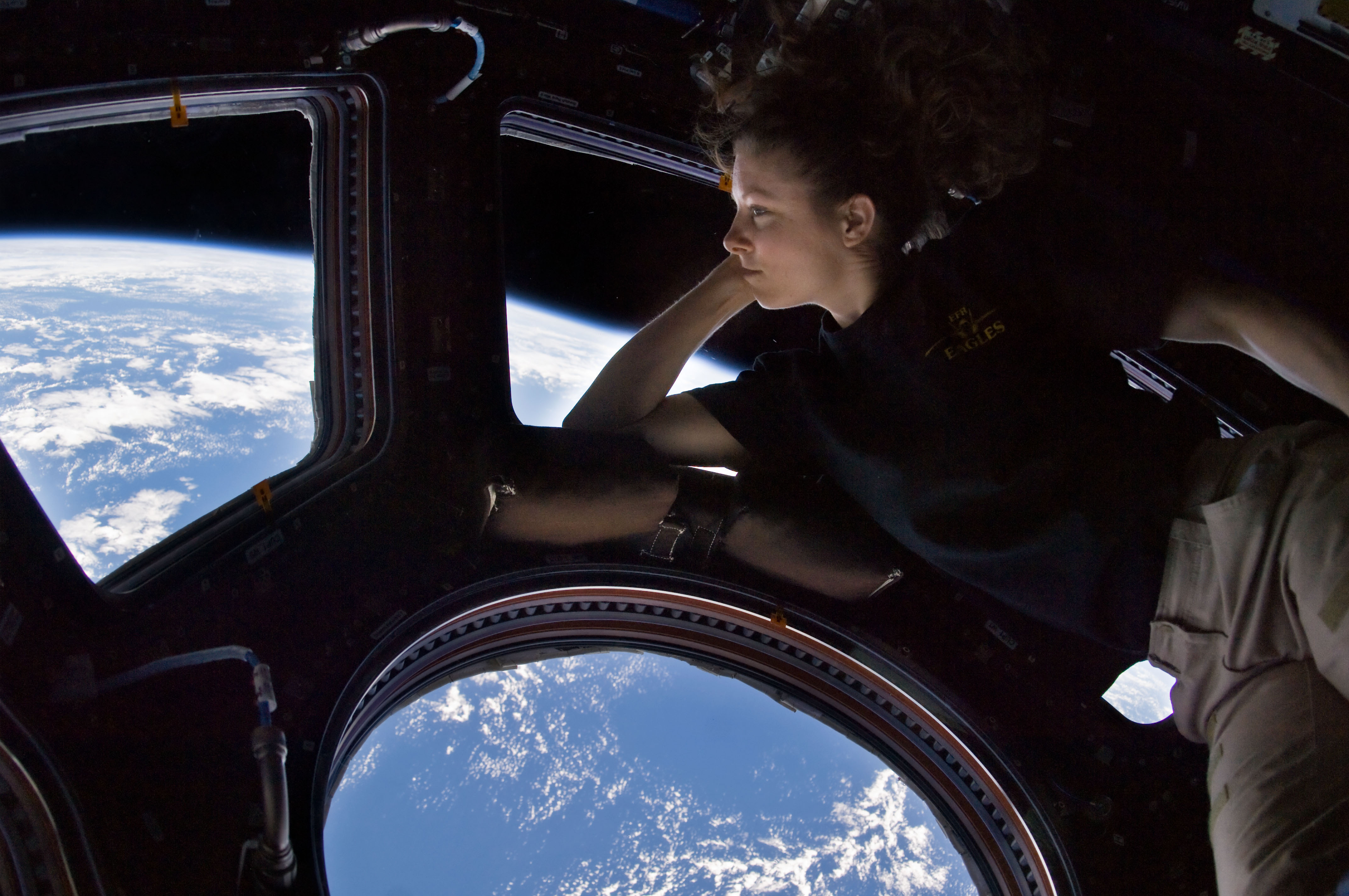
رائدة الفضاء الأمريكية تريسي كالدويل دايسون وهي تشاهد الأرض عبر مركبة كوبولا الملتحمة بمحطة الفضاء الدولية ضمن البعثة الرابعة والعشرين، وقد التقطت الصورة لنفسها في 11 سبتمبر 2010.

في 9 سبتمبر 2006 قام المكوك أطلنتس بإيصال عنصرين من تصاميم المحطة الفضائية ولوحين من البطاريات الشمسية، وكذلك مبردات للتحكم في درجة الحرارة بالحجرة الانفصالية الأمريكية. وفي يوم 23 أكتوبر وصلت على متن المكوك ديسكفري الحجرة الانفصالية «جرموني» التي تم تركيبها مؤقتا بالحجرة الانفصالية «يونيتي». ثم أعيد تركيبها بالحجرة الانفصالية دستيني.
احتفلت المحطة الفضائية الدولية يوم الخميس 20 نوفمبر 2008 بالذكرى السنوية العاشرة لتأسيسها، حيث تم إطلاق مجموعة من الأجزاء الوظائفية للمحطة بواسطة صاروخ روسي من طراز «بروتون» إلى الموقع المداري المخصص لها.
في 20 مارس 2009 أنهى طاقم المكوك ديسكفري عملية سير في الفضاء استمرت لست ساعات، بمشاركة اثنين من رواد الفضاء الذين قاموا بتثبيت ألواح لخلايا الطاقة الشمسية على محطة الفضاء الدولية، يضم هذا الجزء البالغ وزنه 14060 كيلوجراما والذي بنته شركة بوينغ لصالح ناسا زوجا من الألواح الرقيقة مزودة بالخلايا الشمسية لجمع الضوء من الشمس. وبهذه الاجنحة الجديدة سيكون بوسع المحطة توليد 124 كيلووات من الكهرباء ستسمح للمحطة بالحصول على طاقة إضافية لخدمة ضعف عدد روادها حاليا.
التحقت م ـ 67 بمحطة الفضاء الدولية يوم 24 يوليو 2009، بعد انفصال مكوك إندفور الأمريكي عن المحطة. وصباح يوم الاثنين 21 سبتمبر انفصلت مركبة الشحن ""م ـ 67 عن وحدة «النجمة» التابعة لمحطة الفضاء الدولية. وتعد «أم ـ 67» آخر مركبة شحن تعمل بنظام التحكم النظيري، حيث قررت روسيا الانتقال إلى استخدام نوع جديد من مركبات «بروغيس»، يعمل بنظام التحكم الرقمي. وبعد الانفصال من المحطة الأرضية، تحولت «أم ـ 67» لمدة اسبوع إلى مشغل فضائي يعمل بنظام الطيران الآلي. ومن ثمّ سيتم إغراقها في المحيط الهادئ.
تم التحام أول مركبة فضاء يابانية غير مأهولة بمحطة الفضاء الدولية لتسليم 4.5 طن من السلع إلى طاقم المحطة. وهي مركبة اتش تي في اسطوانية الشكل يبلغ طولها عشرة امتار وقطرها 4.4 أمتار، تنقل المركبة في هذه المهمة الأولى إلى رواد المحطة الأغذية ومساحيق العناية وتجهيزات في إطار التجارب لبرنامج ياباني أطلق عليه اسم سمايلز الذي من شأنه أن يسمح بتقييم تأثير التلوث على الطبقة العليا من غلاف الأرض الجوي. من المتوقع إنتاج سبعة نماذج منها فقط لغاية عام 2015 تستخدم لمرة واحدة حيث تحترق معظم أجزاء المركبة لدى عودتها من محطة الفضاء الدولية أثناء دخولها الغلاف الجوي للأرض.
في 2 أكتوبر 2017 تمت بنجاح عملية التحام المركبة الفضائية الروسية سويوز ت م أ – 16 مع المحطة الفضائية الدولية. وانتقل رائد الفضاء الروسي ماكسيم سورايف وزميله الأمريكي جيفري وليامز والسائح الفضائي الكندي الملياردير جي لاليبرتيه إلى المحطة.

## المحطة والطاقم البشري
هي عبارة عن مختبر يشغله فريق دولي في مدار على ارتفاع 390 كيلومترا (240 ميلا) عن سطح كوكب الأرض. وتشكل المحطة المشروع العلمي والتكنولوجي الأكثر تعقيدا على الإطلاق في تاريخ استكشاف الفضاء.
ارتفاعها عن سطح الأرض يتراوح من 460-370كم، ويبلغ وزنها نصف مليون كغم، وتبلغ سرعتها 28 ألف كم في الساعة، لذا فالمحطة الدولية تكمل دورة واحدة حول الأرض كل 90 دقيقة وتكمل حوالي 16 دورة حول الأرض يومياً، وحيث أن الشمس تشرق على روادها وتغرب 16 مرة خلال اليوم الواحد، لذا ومنعاً للتشويش فقد حددوا الوقت الوسطي (جرينتش) ليكون هو المعتمد على متن المحطة الدولية، وعندما تغرب الشمس في لندن تغلق نوافذ المحطة آليا لإعطاء الرواد شعوراً بالليل ليناموا، ومن ثم يستيقظون الساعة السابعة صباحاً ليعملوا عشر ساعات يومياً، عدا يوم السبت خمس ساعات. هناك محطتين أرضيتين للتحكم بالمحطة الدولية؛ الأولى بهيوستن بالولايات المتحدة الأمريكية والثانية بموسكو عاصمة روسيا.

## تطوير

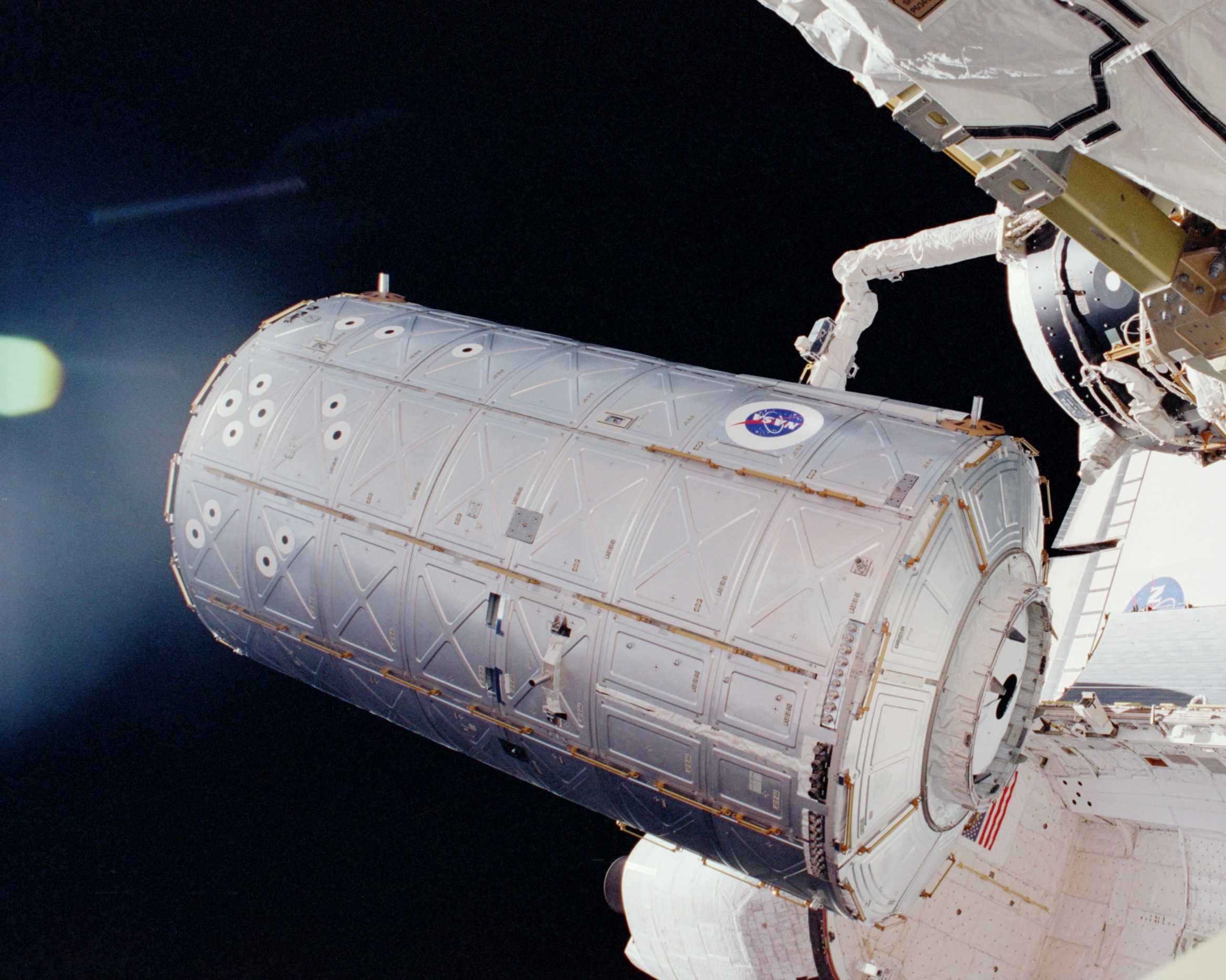
مختبر ديستني

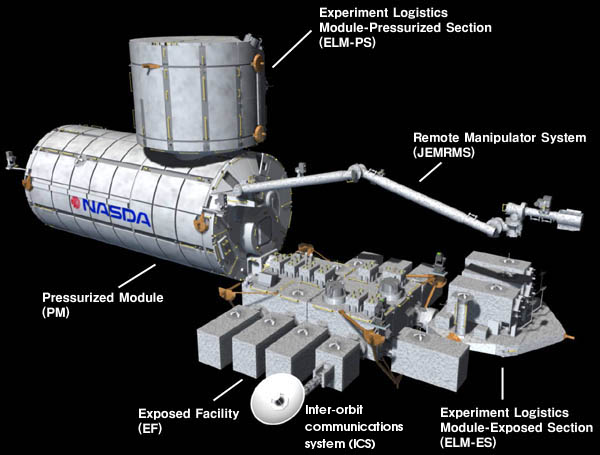
مختبر كيبو

كان إسهام كندا، عبر وكالة الفضاء الكندية، في المحطة الفضائية نظام الخدمة المتنقل الذي يتألف من جهاز المحطة الفضائية للتحكم عن بعد، الذي أطلق عليه اسم «كندا آرم 2» (Canadarm2)، ونظام قاعدة متحرك وجهاز التحكم المتقن للأغراض الخاصة والذي يعرف بـ«ديكستر».
أما وكالة الفضاء الأوروبية فقامت بصنع مختبر مكيف الضغط يدعى كولومبوس وحاملة شحن لا يشغلها ملاح تدعى عربة النقل المؤتمتة. وساهمت الوكالة كذلك بذراع آلية هي عبارة عن جهاز أطلق عليه اسم «كيوبولا»، وبعدد من حجيرات الوصل بين أجزاء المركبة المختلفة وبنظام لإدارة البيانات وصندوق علمي للجاذبية المصغرة وصندوق تجميد في المختبر.
وقدمت اليابان مختبر كيبو، الذي يضم حجيرة أو وحدة مكيفة الضغط وذراعا آلية ووحدة ثالثة هي عبارة عن منصة خارجية مكشوفة للتجارب وعربات الأغراض اللوجستية.
وساهمت روسيا بوحدتي أبحاث وأماكن السكن الأولى للملاحين التي كانت تعرف باسم وحدة الخدمة والمجهزة بأنظمة خاصة للعيش والبقاء على الحياة، وبمنصة طاقة علمية مؤلفة من منظومة لوحات شمسية تنتج 20 كيلوواط من الكهرباء. هذا بالإضافة إلى عربات نقل لوجيستية تعرف بـ«بروغريس» ومركبة سويوز الفضائية لإعادة الملاحين العاملين في المحطة ونقلهم وغير ذلك من المعدات والخبرة.

### مشاريع مستقبلية
ستقدم إيطاليا والبرازيل معدات للمحطة الفضائية الدولية من خلال اتفاقيات مع الولايات المتحدة.
وقد اكتملت خيوط إنشاء المحطة الفضائية الدولية المدارية في 2010 وتضم مساهمات من كل من الولايات المتحدة وكندا واليابان وروسيا والبرازيل وإيطاليا وبلجيكا والدنمارك وفرنسا وألمانيا وهولندا والنرويج وإسبانيا والسويد وسويسرا والمملكة المتحدة.
وسيصل وزن المحطة لدى اكتمالها إلى حوالي 450 ألف كيلوغرام وستكون بعرض 110 أمتار وطول 88 مترا، وستكون مجهزة بألواح شمسية تبلغ مساحتها مجتمعة زهاء نصف هكتار (1,2 أكرا) تؤمن الطاقة الكهربائية لست مختبرات. وستؤدي قدرات مختبرات المحطة إلى اكتشافات تفيد في المهمات التي يتم القيام بها في أمكنة أبعد في الفضاء وتعود بالنفع على الناس في جميع أنحاء المعمورة، حاضرا ومستقبلا.

## معرض صور

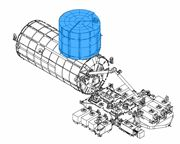
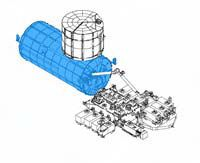
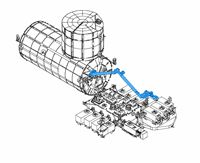
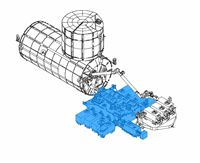
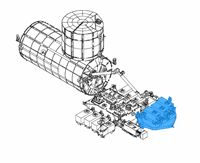

## انظر أيضًا

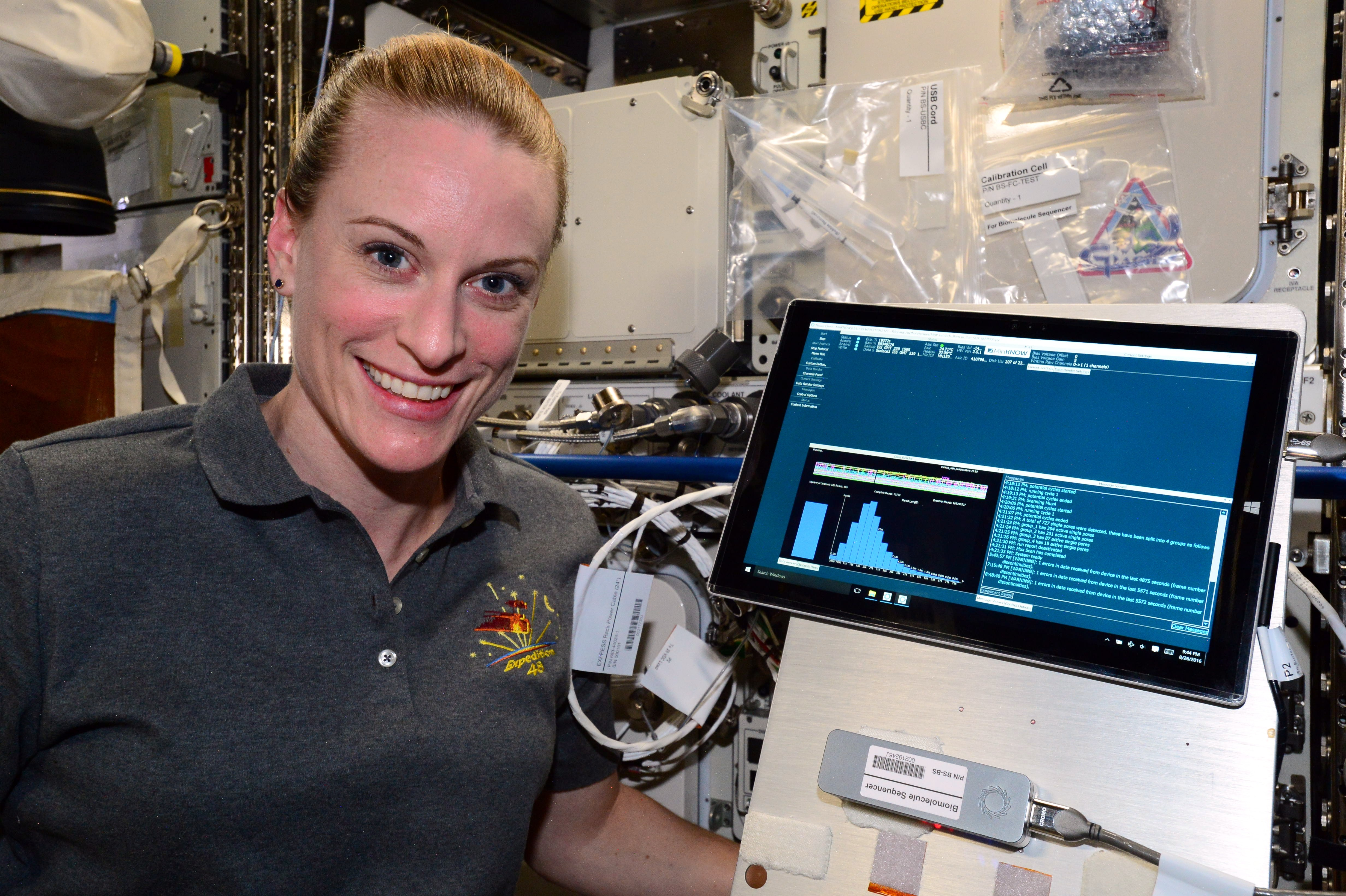
كاثلين روبنز تجري تجارب على الحمض نووي على متن محطة الفضاء الدولية

## وصلات خارجية
- فيديو: المركبة سويوز تلتحم بمحطة الفضاء الدولية، بي بي سي عربي، 7 أبريل 2011
- في الإنترنت يمكن معرفة مكان تواجد المحطة ووزنها الحالي
- موقع المحطة الفضائية الدولية بالروسية, وبالإنجليزية
- موقع الوكالة الفضاء الأوروبية الخاص بالمحطة الدولية
- المحطة الفضائية الدولية إنشاء سيملاشن